# برایان بکر
برایان بَـکر (انگلیسی: Brian Backer؛ زادهٔ ۵ دسامبر ۱۹۵۶) بازیگر یهودی اهل ایالات متحده آمریکا است.
او در طول دوران بازیگری، برندهٔ جوایز گوناگونی از جمله جایزه تونی شده‌است.
از فیلم‌ها یا برنامه‌های تلویزیونی که وی در آن نقش داشته‌است، می‌توان به سوزان، گودال پول، خون‌آشام‌ها، بازنده و دانشکده پلیس ۴ اشاره کرد.